# Pont Rainbow
Pour les articles homonymes, voir Rainbow Bridge.
Le pont Rainbow (en anglais : Rainbow Bridge) est situé à 1 500 mètres en aval des chutes du Niagara et relie Niagara Falls (Ontario, au Canada) à Niagara Falls (État de New York, aux États-Unis).